# Henri Deloge
Henri Léon Émile Deloge (ur. 21 listopada 1874 w Saint-Mandé, zm. 27 grudnia 1961 w Bourg-la-Reine) – francuski lekkoatleta średniodystansowiec, dwukrotny wicemistrz olimpijski z Paryża z 1900.
Był czołowym średniodystansowcem przełomu XIX i XX wieku. 10 czerwca 1900 przebiegł dystans 1000 metrów w czasie 2:36,8, co było nieoficjalnym rekordem świata. Poprawiał ten wynik 30 czerwca 1901 (2:36,4) i 29 czerwca 1902 (2:35,8).
W czasie igrzysk olimpijskich w 1900 w Paryżu wziął udział w trzech konkurencjach. W biegu na 800 metrów zwyciężył w eliminacjach z czasem 2:00,6, ale w finale zajął 4. miejsce. W biegu na 1500 metrów rozegrano od razu finał, w którym zajął 2. miejsce, ok. 5 jardów za zwycięzcą Charlesem Bennettem z Wielkiej Brytanii. Wystąpił również w zespole Francji w drużynowym biegu na 5000 metrów zdobywając srebrny medal. Indywidualnie był w tym biegu trzeci.
Był mistrzem Francji w biegu na 800 metrów w 1900, w biegu na 1500 metrów w latach 1899–1902 oraz w biegu na 4000 metrów z przeszkodami w 1899, wicemistrzem w biegu przełajowym w 1900 oraz brązowym medalistą w biegu przełajowym w 1901.
Był rekordzistą Francji w biegu na 800 metrów z czasem 1:59,0 uzyskanym 17 czerwca 1900 w Paryżu. 